# Kovács László (operatőr)
Kovács László (Cece, 1933. május 14. – Beverly Hills, Kalifornia, 2007. július 22.) magyar származású, amerikai operatőr.

## Élete
A film iránti vonzódása 10 éves korában kezdődött, amikor falujában hétvégenként az iskolatermet ideiglenes vetítőteremmé alakították át, melynek rendszeres látogatója lett; egyetlen filmet sem hagyott ki. Középiskolai tanulmányait a fővárosban végezte. A kötelező tantárgyak nem nagyon érdekelték; előbb-utóbb egy moziban kötött ki – nem volt ritka, hogy naponta két-három filmet is megnézett. Rossz bizonyítványa ellenére – másodszori kísérletre – felvették a Filmművészeti Akadémia dráma- és filmművészet szakára.
1956 nyarán végezte el az Akadémiát, Illés György tanítványaként. Korábbi iskolatársával (és későbbi operatőr kollégájával), Zsigmond Vilmossal az 1956-os forradalom eseményeit fotózta és filmezte 35 mm-es kamerával Budapesten. A forradalom leverése után el kellett hagyniuk az országot: Ausztriába menekültek, ahova magukkal vitték a forgatott anyagot. A tekercsek egy része elveszett (nagy része már visszakerült a magyar filmarchívumba) egy részét pedig amerikai producer vette meg (a film 1961-ben került adásba a CBS-en).
1957-ben érkezett az USA-ba és kapott politikai menedékjogot; 1963-ban szerzett amerikai állampolgárságot. Karrierje nehezen indult, előbb New Yorkban dolgozott koszt-kvártélyért egy fényképésznél, ahol filmet hívott elő, papírra nyomtatott, majd portrékat, igazolványképeket készíthetett. Ezt követően Seattle-be költözött, ahol egy 16 mm-es filmlaborban kapott munkát. 1958-ban Zsigmond hívására Hollywoodba költözött. Kezdetben 16 mm-es egészségügyi és oktatófilmeket forgatott, később áttért az „alacsony költségvetésű” filmekre.
Az áttörést Dennis Hopper filmje, a Szelíd motorosok hozta meg számára 1969-ben. Azóta több mint 70 film készítésében működött közre; közöttük olyan kiemelkedő alkotások találhatók, mint az Öt könnyű darab, a New York, New York, a Papírhold, a Szellemirtók, a Ruby Cairo és a Szabadítsátok ki Willyt! 2..
2002-ben meghívták a Velencei Nemzetközi Filmfesztivál zsűrijébe.
2005 októberében – életműve elismeréseként – Illés György, Tóth János és Zsigmond Vilmos társaságában Legenda-díjban, egy évvel rá, a forradalom 50. évfordulója alkalmából pedig Arriman-díjban részesült.
Utolsó, 2006-ban forgatott filmje – melynek vezető producere is volt – az 1956-os forradalomnak emléket állító dokumentumfilm: A lyukas zászló (Torn from the Flag). 2008-ban készült el egy dokumentumfilm róla és Zsigmondról, László és Vilmos (No Subtitles Necessary: Laszlo & Vilmos) címmel.

## Filmjei

### Operatőrként
- 1964 – "National Geographic Specials" (tévésorozat epizódja)
- 1964 – The Incredibly Strange Creatures Who Stopped Living and Became Mixed-Up Zombies!!?
- 1964 – Kiss Me Quick!
- 1965 – "Time-Life Specials: The March of Time" (tévésorozat epizódja)
- 1966 – The Notorious Daughter of Fanny Hill
- 1966 – A Smell of Honey, a Swallow of Brine[5]
- 1967 – Mondo Mod
- 1967 – A Man Called Dagger
- 1967 – A Pokol Angyalai újra száguldanak (Hells Angels on Wheels)
- 1968 – Mantis in Lace
- 1968 – Kábulat Psych-Out
- 1968 – Célpontok Targets
- 1968 – Heten, mint a gonoszok The Savage Seven
- 1968 – Bútorozott szoba (Single Room Furnished)
- 1969 – Making of the President 1968 (tévéfilm)
- 1969 – A Day with the Boys
- 1969 – Los Angeles: Where It's At (tévéfilm)
- 1969 – Szelíd motorosok (Easy Rider)
- 1969 – Az a hideg nap a parkban (That Cold Day in the Park)
- 1969 – Blood of Dracula's Castle
- 1970 – Hell's Bloody Devils
- 1970 – The Rebel Rousers
- 1970 – Getting Straight
- 1970 – Öt könnyű darab (Five Easy Pieces)
- 1970 – Alex Csodaországban (Alex in Wonderland)
- 1970 – The Marriage of a Young Stockbroker
- 1971 – Az utolsó mozifilm The Last Movie
- 1972 – Pocket Money
- 1972 – Mi van, doki? (What's Up, Doc?)
- 1972 – A Marvin Gardens királya (The King of Marvin Gardens)
- 1973 – Testvérháború Steelyard Blues
- 1973 – A Reflection of Fear
- 1973 – A nagy koppanás (Slither)
- 1973 – Papírhold (Paper Moon)
- 1974 – Huckleberry Finn kalandjai (Huckleberry Finn)
- 1974 – Csak a férjem meg ne tudja! (For Pete's Sake)
- 1974 – Zsarufrász Freebie and the Bean
- 1974 – Várva várt szerelem (At Long Last Love)
- 1975 – Sampon (Shampoo)
- 1976 – Az ötcentes mozi[6] (Nickelodeon)
- 1976 – Baby Blue Marine
- 1976 – Harry és Walter New Yorkban (Harry and Walter Go to New York)
- 1977 – New York, New York
- 1978 – Ö.K.Ö.L. (F.I.S.T)
- 1978 – Édenkert a sikátorban (Paradise Alley)
- 1979 – Butch és Sundance – A korai évek (Butch and Sundance: The Early Days)
- 1979 – Édes vétkezés (The Runner Stumbles)
- 1980 – Dobogó szív (Heart Beat)
- 1980 – Inside Moves
- 1981 – Az álarcos lovas legendája (The Legend of the Lone Ranger)
- 1982 – Frances
- 1982 – A kis terrorista és a játékszer (The Toy)
- 1984 – Kasszafúrók (Crackers)
- 1984 – Szellemirtók (Ghost Busters)
- 1985 – Maszk (Mask)
- 1986 – Törvényszéki héják (Legal Eagles)
- 1987 – Predator: The Concert
- 1988 – A kis Nikita (Little Nikita)
- 1989 – Mondhatsz akármit (Say Anything…)
- 1991 – Szilánkok (Shattered)
- 1992 – Radio Flyer – Repül a testvérem (Radio Flyer)
- 1993 – Ruby Cairo
- 1994 – Cyndi Lauper: 12 Deadly Cyns… and Then Some
- 1994 – Az új karate kölyök (The Next Karate Kid)
- 1994 – Az emberkereskedő (The Scout)
- 1995 – Szabadítsátok ki Willyt! 2. (Free Willy 2: The Adventure Home)
- 1995 – Tökéletes másolat (Copycat)
- 1996 – Közös többszörös (Multiplicity)
- 1997 – Álljon meg a nászmenet! (My Best Friend's Wedding)
- 1998 – Hóbarát (Jack Frost)
- 2000 – Szívedbe zárva (Return to Me)
- 2000 – Beépített szépség (Miss Congeniality)
- 2002 – Két hét múlva örökké (Two Weeks Notice)
- 2006 – A lyukas zászló Torn from the Flag: A Film by Klaudia Kovacs

### Segédoperatőrként, kameramanként
- 1964 – What's Up Front!
- 1964 – The Time Travelers
- 1964 – The Nasty Rabbit
- 1971 – Rendezte John Ford (Directed by John Ford)
- 1977 – Harmadik típusú találkozások Close Encounters of the Third Kind
- 1978 – Az utolsó valcer (The Last Waltz)
- 1979 – A rózsa (The Rose)
- 1981 – Halál a hídon (Blow Out)
- 1984 – Graceland: Elvis otthona (Elvis Presley's Graceland)
- 1993 – Wayne világa 2. (Wayne's World 2)

## Díjai
- 1970: Szelíd motorosok Laurel award (2. helyezett)
- 1971: Öt könnyű darab Laurel award (3. helyezett)
- 1998: CamerImage, Életmű–díj
- 1998: Hawaii Nemzetközi Filmfesztivál, „Excellence in Cinematography Award”
- 1999: WorldFest Flagstaff Életmű–díj
- 2001: Hollywoodi Filmfesztivál, „Discovery Award for Outstanding Achievement in Cinematography”
- 2002: ASC, Életmű–díj
- 2005: Legenda-díj (HSC, Életmű–díj)
- 2006: Arriman-díj[4]
- 2006: Santa Fé-i Filmfesztivál, Életmű–díj

## Megjegyzés
1. ↑  Filmjeiben, illetve a nemzetközi sajtóban neve több változatban szerepel: Lazlo Kovacs, Leslie Kovacs, Lester Kovacs, Laszlo Kovaks, Leslie Kovacks.
2. ↑  Forrás: International Cinematographers Guild – Laszlo Kovacs, ASC… Archiválva 2005. március 10-i dátummal a Wayback Machine-ben (en:)
3. ↑  "Festőnek az ecset" – Kovács László operatőr Archiválva 2007. augusztus 8-i dátummal a Wayback Machine-ben Magyar Narancs
4. 1 2  A Legenda-díj 2006. évi elnevezése: "The Arriman – the eye of the revolution", vagyis A forradalom szeme volt, amelyet az 1956-os forradalom ötvenedik évfordulójára kereszteltek így. Az elismerést azok az operatőrök kapták, akik akkor az utcákon voltak, és az eseményeket többségében ARRI típusú kamerával rögzítették (innen a díj neve). Forrás: Magyarország.hu – Aranyszem Operatőri Fesztivál díjátadója az Urániában Archiválva 2007. szeptember 30-i dátummal a Wayback Machine-ben
5. ↑  A filmet Art Radford néven forgatta.
6. ↑  A hangalámondásos változatban Nickelodeon címen vetítették.